# إلمر روي سميث
إلمر روي سميث هو سياسي كندي، ولد في 24 ديسمبر 1913 في كندا، وتوفي بنفس المكان في 14 سبتمبر 1989. حزبياً، نشط في Co-operative Commonwealth Federation ‏. وقد انتخب عضو برلمان مقاطعة أونتاريو.